# Bodaki (województwo małopolskie)
Bodaki (łemkow. Бодакы) – wieś w Polsce położona w województwie małopolskim, w powiecie gorlickim, w gminie Sękowa.

## Położenie geograficzne
Wieś Bodaki położona jest w środkowej części Beskidu Niskiego w Karpatach Zachodnich. Leży w dolinie potoku Bartnianka otoczona górami: Męcińską Górą (679 m n.p.m.) od północy i Dziamerą (757 m n.p.m.), Ostrą Górą (759 m n.p.m.) i Holą (660 m n.p.m.) od południa.
Integralnymi częściami miejscowości są: Przegonina i Pstrążne.
W latach 1975–1998 miejscowość administracyjnie należała do województwa nowosądeckiego.

## Historia
Historycznie Bodaki, podobnie jak sąsiednie Pstrążne były przysiółkami głównej wsi, którą była Przegonina. Zapis z lustracji królewszczyzn z 1581 wykazuje, że Przegonina była na prawie wołoskim z sołectwem i dwoma półdworzyszczami. W 1589 pojawia się przysiółek Pstrążne, natomiast Bodaki jako przysółek Przegoniny po raz pierwszy odnotowano w dokumentach w 1794. Jako wieś królewska Przegonina należała do starostwa bieckiego. Po 1789 od władz austriackich wieś nabył starosta biecki hr. Wilhelm Siemieński. Wśród mieszkańców przeważali wówczas łemkowscy grekokatolicy. W okresie międzywojennym w Przegoninie było 120 gospodarstw, w tym w Bodakach 23, a w Pstrążnem 38. Po schizmie tylawskiej na liczącą ponad 400 mieszkańców wieś około 150 stanowili prawosławni. Zbudowali w latach 1932–1934 w Bodakach cerkiew. W 1947 po akcji „Wisła” z Przegoniny, Pstrążnego i Bodaków wysiedlono ponad 300 mieszkańców. W wyniku tych zmian w 1948 Bodaki uzyskały status wsi, a Przegonina podobnie jak Pstrążne stały się jej integralnymi częściami. 
Przegonina i Bodaki, podobnie jak sąsiednie Bartne, były ośrodkiem kamieniarstwa. Piaskowiec był wydobywany na stoku Kornut. W Przegoninie już w XVII wieku wykorzystywany był jako materiał budowlany. Wyrabiano także osełki do kos, brusy do ostrzenia siekier, kamienie do żaren. Ponadto kamieniarze z Przegoniny wytwarzali kamienie młyńskie, nagrobki zdobione reliefami i rzeźbami oraz kuli krzyże przydrożne. W Bodakach wytwarzano również kamienne blaty stołowe i płyty chodnikowe do Gorlic. W okresie międzywojennym Łemkowie z Przegoniny zajmowali się wyrobem galanterii drewnianej w postaci rzeźbionych talerzy, kasetek, figurek itp.
Pod koniec XIX wieku próbowano na terenie Przegoniny i Bodaków wydobywać ropę naftową. Niewielka jej kopalnia funkcjonowała tu do początków XX wieku.
W miejscowości zachowało się tradycyjne budownictwo ludowe, być może dlatego, że dopiero w 1987 doprowadzono tu szosę z Ropicy Górnej. Obecnie wieś zamieszkana jest w większości przez Łemków, którzy powrócili z wysiedleń.
Nazwa wsi pochodzi od nazwiska mieszkańców, rodziny Bodaków.

## Zabytki
Obiekt wpisany do rejestru zabytków nieruchomych województwa małopolskiego.
- Cerkiew greckokatolicka św. Dymitra z 1902, obecnie kościół filialny parafii Wniebowzięcia Najświętszej Maryi Panny w Małastowie;
- cerkiew prawosławna również św. Dymitra, z 1934, stanowi filię parafii w Bartnem;
- cmentarz wojenny nr 69 z I wojny światowej;
- dom drewniany tzw. chyża łemkowska przeniesiony z Bartnego – rok budowy 1891.

Inne obiekty historyczne
- Szkoła powstała w prywatnym domu w 1910 roku a w 1920 przeniesiona została do budynku gromadzkiego;
- kapliczka kryta gontem, z końca XIX wieku, ufundowana przez wędrownego szklarza Stefana Żelema[7];
- zabytkowe krzyże żeliwne na cokole z piaskowca.

## Galeria

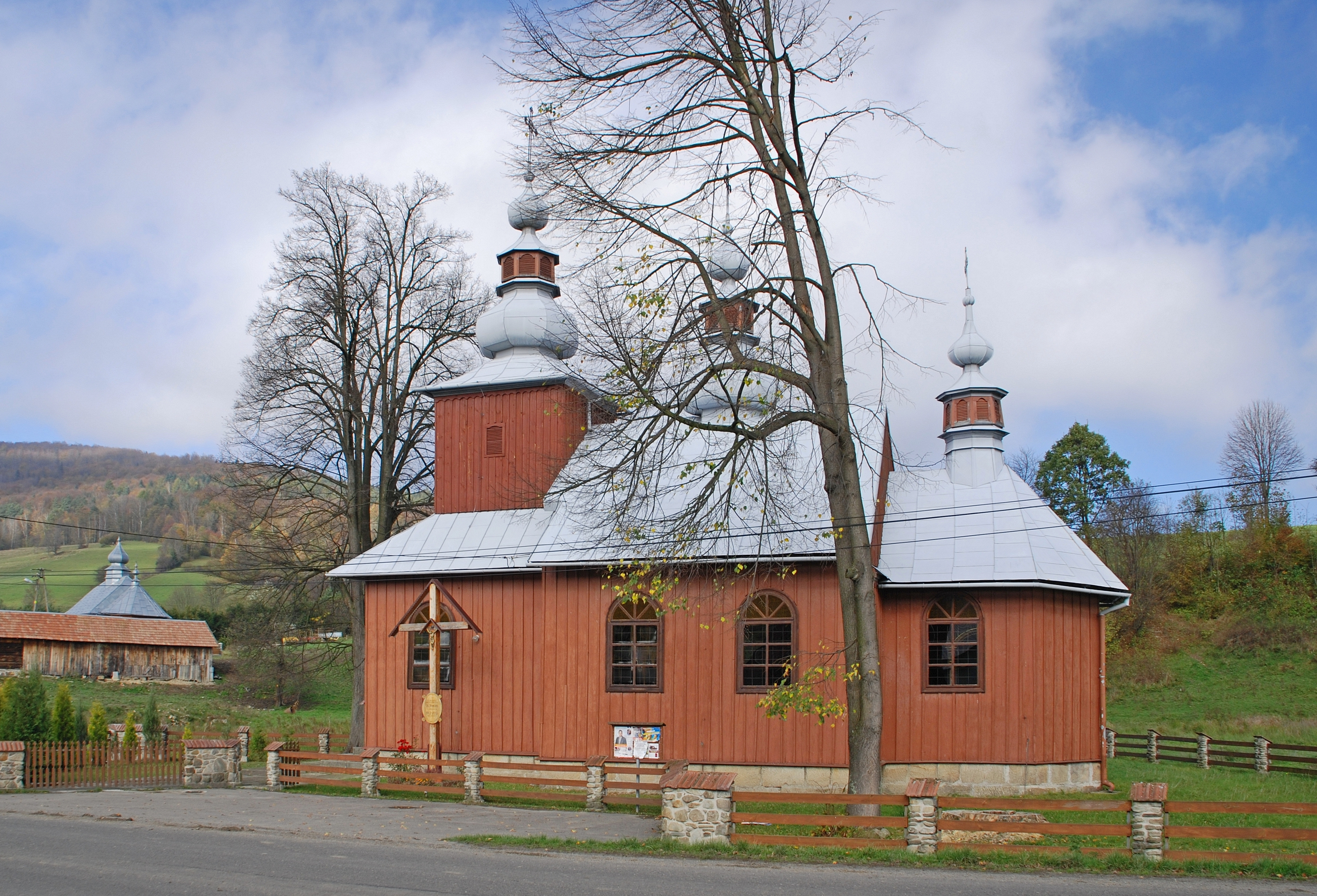
Dawna cerkiew greckokatolicka (z 1902)
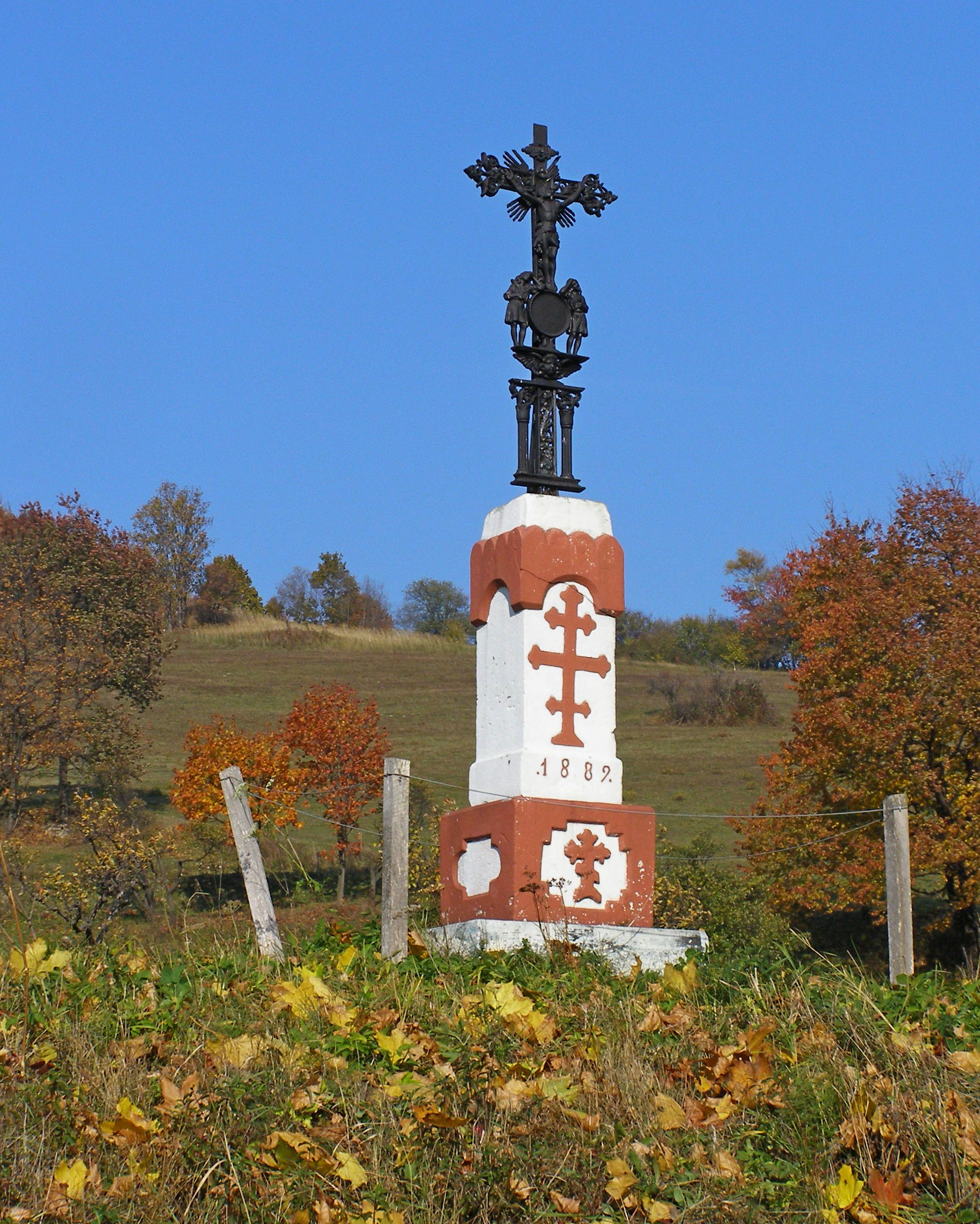
Krzyż przydrożny
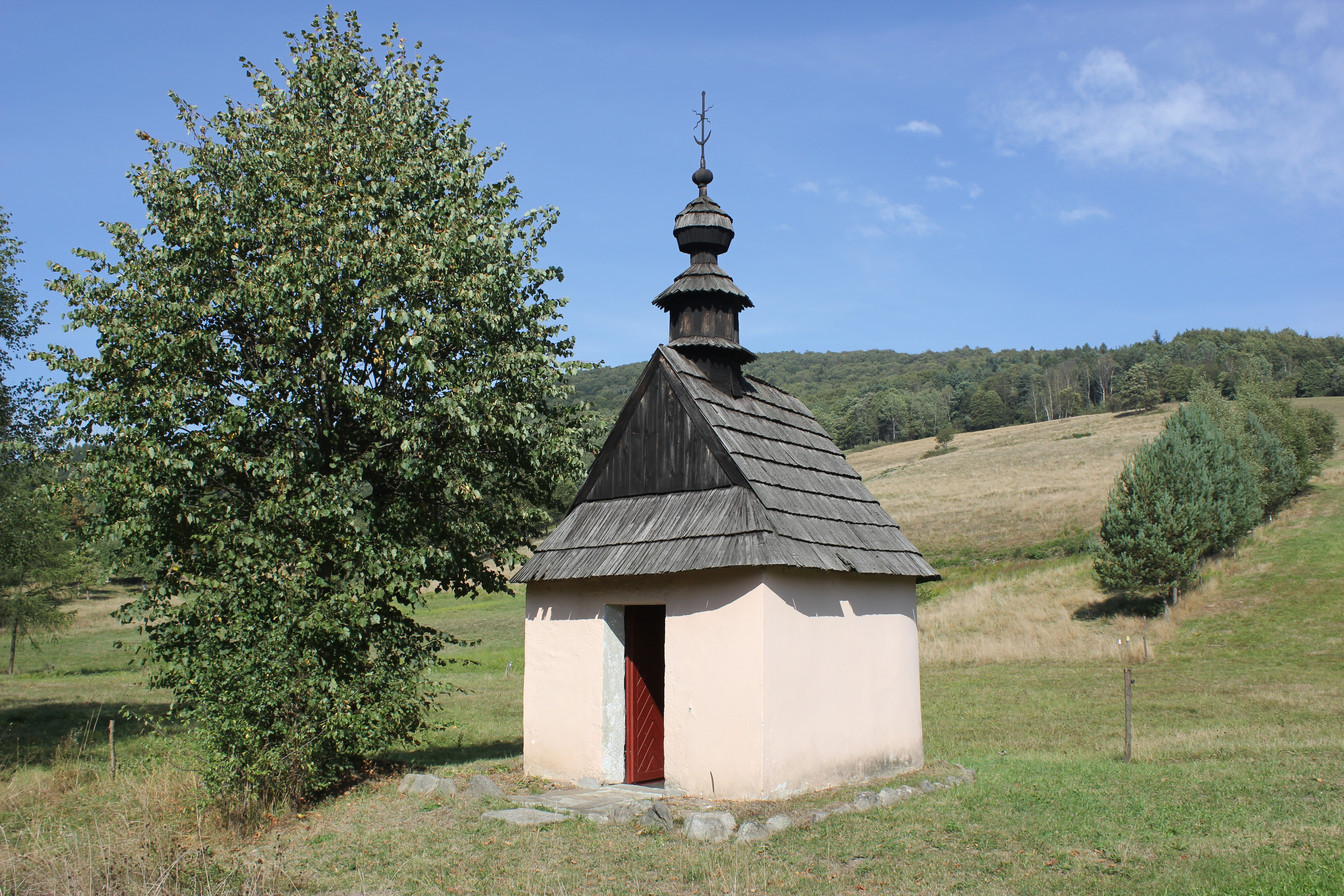
Kapliczka (z końca XIX w.)
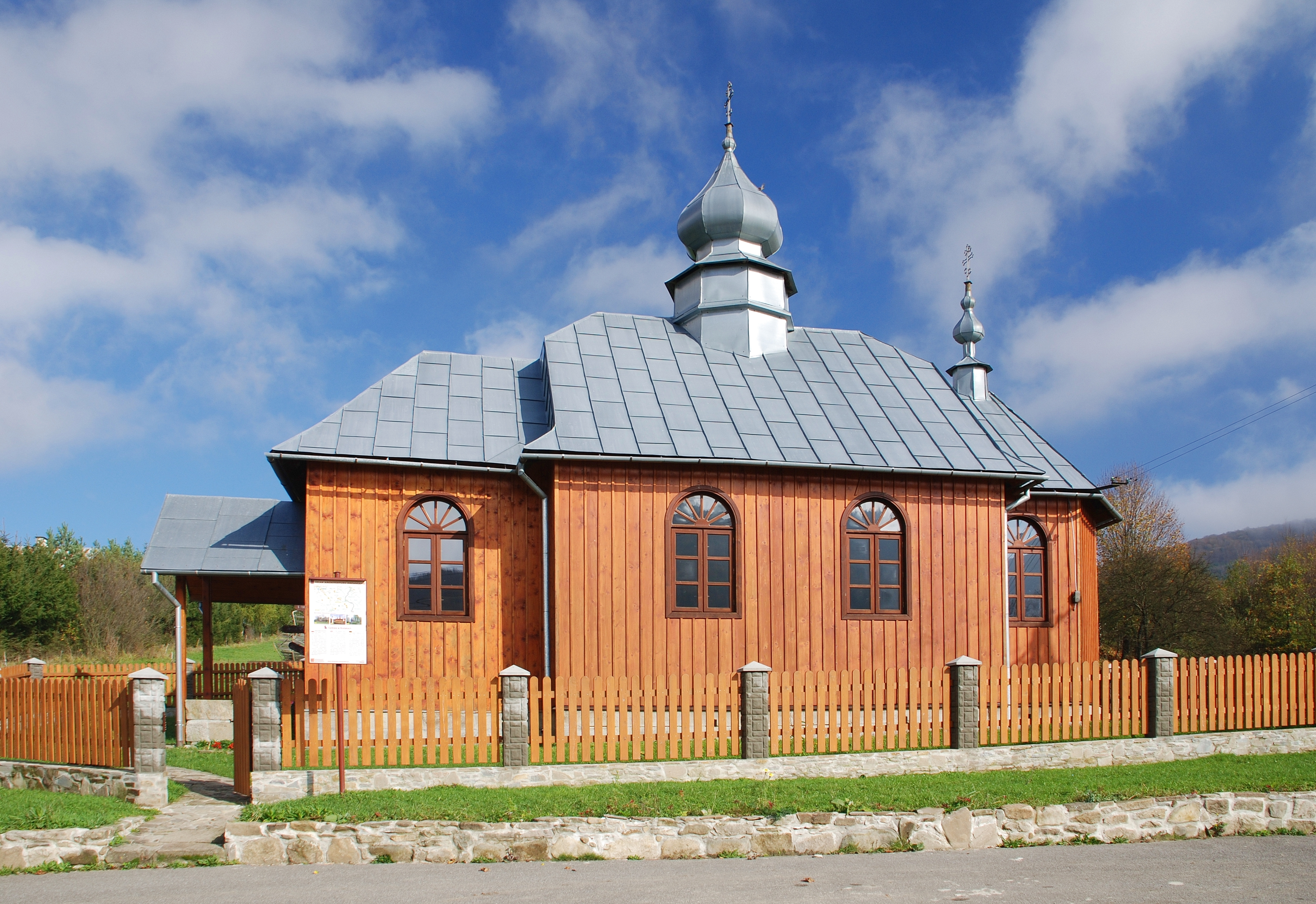
Cerkiew prawosławna św. Dymitra (z 1934)